# Armaturní hlava
Armaturní hlava je příslušenstvím lokomotivního parního kotle. Jsou v ní umístěny uzavírací kohouty rozvodu páry k armaturám kotle a pomocným mechanismům lokomotivy. Neslouží ale k přívodu páry k válcům a stavoznakům.
Armaturní hlava nahradila původní mnohočetné vývody páry přímo z kotle a tím zjednodušila jeho konstrukci. Armaturní hlava má navíc samostatný uzávěr, takže je možné například opravovat kohouty i tehdy, je-li kotel pod tlakem. Tím zvýšila bezpečnost a usnadnila údržbu lokomotivy.
Armaturní hlavy velkých lokomotiv byly poměrně rozměrná zařízení s až několika  desítkami kohoutů. Byly tak obdobou ovládací části palubních desek moderních dopravních prostředků.